# Richard Dahl
Richard Dahl (uváděný také jako Rickard Dahl) ( 5. srpna 1933 – 8. srpna 2007) byl švédský atlet, mistr Evropy ve skoku do výšky z roku 1958.
V roce 1958 zvítězil v soutěži výškařů na mistrovství Evropy výkonem 212 cm. Po skončení sportovní kariéry se stal novinářem.